# Windhag (Gemeinde Waidhofen an der Ybbs)
Windhag ist eine Ortschaft und eine Katastralgemeinde in der Stadtgemeinde Waidhofen an der Ybbs in Niederösterreich.
Windhag befindet sich nordöstlich von Waidhofen am Grat eines Bergrückens, dessen höchster Punkt Schobersberg genannt wird und der sich nach St. Leonhard am Wald erstreckt. Es besteht aus zwei Kirchweilern und der sie umgebenden Streusiedlung.
Die über den Kirchweiler Windhag hinausgehende Streusiedlung wird auch Kronhobl genannt, der Kirchweiler wird unter dieser Bezeichnung im Dehio beschrieben.
Im Katastralgebiet von Windhag befindet sich ein weiterer Kirchweiler, St. Aegidi, der den Mittelpunkt der Streusiedlung Walcherberg darstellt, unter deren Namen er im Dehio beschrieben wird.

## Geschichte
Der Ort geht aus der Passauer Schenkung an das Stift Seitenstetten hervor, die innerhalb der großen Pfarre Aschbach auch das Pfarrgebiet Allhartsberg und damit auch Sonntagberg und Windhag umfasste. Urkundlich erwähnt wird Windhag erstmals um das Jahr 1225.
Auf dem Sandhof östlich von Windhag war von 1939 bis 1943 das Umschulungslager Sandhof eingerichtet, das in der Tradition einer Hachschara jüdische Auswanderer auf ihr Leben in Palästina vorzubereiten sollte. Tatsächlich glichen die Umstände mehr einem Arbeitslager, in dem KZ-ähnliche Zustände herrschten.

## Kultur und Sehenswürdigkeiten
- Katholische Pfarrkirche Windhag hl. Nikolaus: Die Kirche wurde 1474 aus der Pfarre Allhartsberg herausgelöst und als eigene Pfarre gegründet, blieb aber personell eng mit der Pfarre Allhartsberg verbunden. 1517 wurde die Pfarre Windhag dem Stift Seitenstetten inkorporiert und erstmals mit einem eigenen Priester besetzt. Die Kirche aus dem 14. Jahrhundert, die 1474 erweitert wurde, verfügt am Hochaltar über einer Statue des hl. Nikolaus von Myra aus dem Jahre 1708.
- In der Pfarre befindet sich weiters die Filialkirche zum hl. Ägidius am Walcherberg, die 1526 geweiht und 1632 erweitert wurde.

## Bildung
Seit 1813 existiert in Windhag eine Schule, die nun als Volksschule geführt wird.